# Kim Kyung-wook
Kim Kyung-wook (kor. 김경욱; * 18. April 1970 in Yeoju) ist eine ehemalige südkoreanische Bogenschützin.

## Karriere
Kim Kyung-wook wurde mit 17 Jahren erstmals in die südkoreanische Nationalmannschaft berufen. 1989 nahm sie an ihrer ersten Weltmeisterschaft teil und gewann mit der Mannschaft sogleich die Goldmedaille. Im Einzelwettbewerb konnte sie außerdem die Silbermedaille erringen. Die Olympischen Sommerspiele 1992 verpasste sie, nachdem sie bei den nationalen Ausscheidungskämpfen gescheitert war. Aufgrund ihres Alters hatte sie bereits die Spiele 1988 im heimischen Seoul verpasst. Kim Kyung-wook qualifizierte sich jedoch erfolgreich für die Sommerspiele 1996 in Atlanta, bei denen sie sowohl mit der Mannschaft als auch in der Einzeldisziplin die Goldmedaille gewann. Im Finale des Einzels besiegte sie die Chinesin He Ying mit 113:107 Punkten. Gemeinsam mit Kim Jo-sun und Yoon Hye-young stellte Kim Kyung-wook in der Ranking Round des Mannschaftswettbewerbs mit 661 Punkten einen neuen Weltrekord auf. Nach den Spielen beendete sie zunächst ihre Karriere im Leistungssport und heiratete ihren Landsmann Lee In-hun, der ebenfalls als Bogenschütze aktiv war. Zu den Weltmeisterschaften 2001 in Peking feierte sie ihr Comeback und gewann zwölf Jahre nach ihrer ersten Medaille erneut Silber im Einzel. Mit der Mannschaft konnte sie außerdem die Bronzemedaille gewinnen. Im Anschluss beendete sie endgültig ihre Karriere.